# Era network

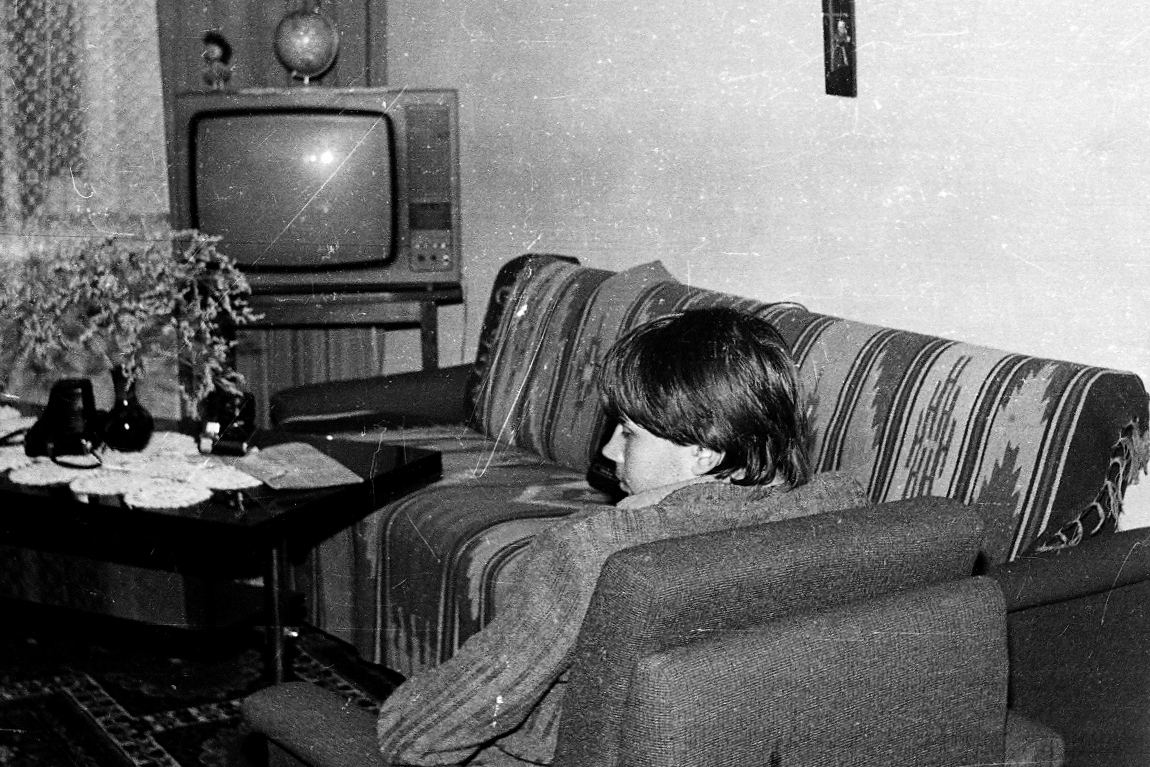
Entre las décadas de 1960 y 1980, las principales cadenas de televisión (ABC, CBS y NBC) consolidaron a los televisores como la principal tecnología de vanguardia doméstica.

La era network o era plateada de la televisión (network era o silver age of television en inglés) fue el segundo período en la historia de la televisión estadounidense. Comenzó a desarrollarse desde finales de los años 1950 y siguió hasta el comienzo de la transición multicanal a mediados de los años 1980. Durante esa época, las tres grandes cadenas televisivas (ABC, CBS y NBC) dominaban la televisión estadounidense. Esta determinación estuvo establecida por aspectos institucionales que regularizaron la televisión para la mayor parte del país, incluida la televisión en color, normalizada a finales de los años 1960. A medida que surgió la llegada de nuevas tecnologías, se ofreció a los televidentes más opciones y control. Esto finalmente puso fin a la era network y obligó a los espectadores a pasar a la transición multicanal.

## Orígenes
La televisión temprana evolucionó a partir de la organización en red de la radio a principios de la década de 1940. Tres de las cuatro cadenas que alcanzaron el dominio (NBC, CBS y ABC) eran corporaciones con sede en el centro de negocios de la ciudad de Nueva York; siendo la cuarta MBS, una cooperativa de estaciones de radio que, aunque sus estaciones ingresaron a la televisión de manera individual, nunca tuvieron una red de televisión homóloga. Estas tres redes se establecieron por primera vez por radio y desempeñaron un papel importante en la identidad estadounidense de la posguerra. Durante la era dorada de la televisión, los programas experimentales eran más comunes. A medida que el medio maduró, no hubo ningún incentivo para que estas corporaciones asumieran mayores riesgos financieros al crear programas que atendieran a audiencias específicas. La primera cadena construida exclusivamente para televisión fue DuMont Television Network, que dejó de programar regularmente en 1955 e incluso durante su apogeo ocupaba un distante cuarto lugar en audiencia.
Las convenciones que definieron la era network, como el televisor, la antena y los anuncios de 30 segundos, no se establecieron de inmediato. Los estudios de cine y productoras de televisión independientes sólo tenían tres lugares posibles para vender sus medios, por lo que se vieron obligados a cumplir con las prácticas establecidas por las cadenas. La primera televisión, al igual que la radio, tenía un solo anunciante que normalmente patrocinaba un único programa. Particularmente, después de que el escándalo de los concursos de finales de los años 1950 expusieran el peligro de tal modelo de negocios, las cadenas eliminaron ese formato y cambiaron a múltiples corporaciones que compraban comerciales. En la década de 1950, el estilo publicitario de la era network se convirtió en un estilo de patrocinio único y las corporaciones se centraron más en la venta. Con este cambio, la transmisión tuvo más control sobre la cadena porque tenían un formato de estilo revista para los anunciantes. Los anuncios de 30 segundos dominaron la era network. Si bien inicialmente el sistema de patrocinio único funcionó, pronto quedó claro que esta estrategia publicitaria no podía permitirse pagar el coste de producción continuo. Los escándalos también se convirtieron en un problema con este sistema y esto sólo contribuyó al desarrollo de un nuevo modelo publicitario llamado "formato de participación". Para todos los implicados, excepto para los espectadores, el formato de participación resultó ser un formato publicitario mucho más beneficioso. Este sistema no sólo fue más rentable en la producción de televisión, sino que las cadenas también comenzaron a tener una combinación más amplia de anunciantes.
Los espectadores tuvieron que basar sus tareas diarias en torno al horario televisivo que las cadenas habían ordenado. A pesar de los contratiempos obvios, la televisión era una tecnología de vanguardia que creó una enorme demanda para que todos en los Estados Unidos compraran una. En 1970, sólo el 32% de los hogares estadounidenses tenía más de un televisor. La programación televisiva era estrictamente uniforme y estas características básicas contribuyeron a las estrategias de programación utilizadas a lo largo de la era network. A principios del período, los televisores no tenían color ni control remoto, ya que los espectadores tenían que ver la televisión en escala de grises y controlar el televisor manualmente.
Un aspecto fundamental de la era network fue la limitación geográfica de la radiodifusión comercial para llegar a los espectadores, lo que definió cómo se utilizaba la televisión. Las ventanas de distribución estaban numeradas como resultado de que los productores revendían episodios originales a mercados internacionales, estaciones independientes y filiales de radiodifusión para combatir los costes de la financiación del déficit. Los productores solo vendieron series a cadenas o estaciones locales, lo que permitió que solo una cantidad limitada de programación llegara a los espectadores. Sin capacidades de grabación personal y pocas formas alternativas de recibir programación, los espectadores tenían pocas oportunidades de volver a proyectar el contenido en sus propios términos.